# 飯野守
飯野 守（いいの まもる）は、日本の法学者（憲法・情報法）。旧姓は北岡。文教大学情報学部広報学科教授。学位は、法学士（中央大学）、法学修士（青山学院大学）。

## 学歴
- 中央大学法学部一部法律学科卒業（法学士）
- 青山学院大学大学院法学研究科公法専攻博士前期課程修了（法学修士）
- 1987年 - 青山学院大学大学院法学研究科公法専攻博士後期課程単位取得満期退学

## 職歴
- 文教大学情報学部広報学科教授

## 主な所属学会
- 日本マス・コミュニケーション学会
- 出版学会
- 全国憲法研究会
- 日本公法学会

## 主な研究業績
- 「名誉毀損法と修正第一条-最近のアメリカ連邦最高裁の判例を中心として」（『青山法学論集』、1987年） 大学・研究所等紀要
- 「戦後判例にみるマスメディアと法-表現の自由理論と人格権をめぐって」（『新聞学評論』、1989年） 学術雑誌
- 「わいせつ裁判の行方-アメリカ連邦最高裁判例にみる「社会的価値」判断」（『青山法学論集』、1991年）  大学・研究所等紀要
- 「ブレナン連邦最高裁判事の表現権理論-アメリカにおける表現の自由理論展開の一側面」（『青山法学論集』 、1993年）  大学・研究所等紀要
- 「情報公開の論点-「知る権利」論を中心に」（『文教大学女子短期大学部研究紀要』、1998年） 大学・研究所等紀要
- 「サイバースペースにおける表現の自由とプロバイダーの法的責任-アメリカの判例を中心に」（ 『文教大学女子短期大学部研究紀要』、2000年）大学・研究所等紀要

## 著書
- 『「いん行」ないし「みだらな性行為」の処罰規定』 （三省堂 清水英夫・秋吉健次編『青少年条例 自由と規制の争点』所収、1992年）